# Stereocaulon sasakii
Stereocaulon sasakii är en lavart som beskrevs av Zahlbr. Stereocaulon sasakii ingår i släktet Stereocaulon och familjen Stereocaulaceae.   Inga underarter finns listade i Catalogue of Life.